# 布朗藤
布朗藤（學名：Heterostemma brownii），為蘿藦科布朗藤屬下的一个種。又名台灣醉魂藤、奶汁藤。屬於台灣特有植物，尚未引進人工栽培。

## 型態特徵
布朗藤為纏繞藤本。
莖：細長，全株具白色乳汁。
葉：單葉對生，闊披針形或卵狀矩圓形，全緣，先端尖或漸尖。基部3出脈，鈍圓形，具腺體。嫩葉被毛，逐漸脫落，兩面光滑。深綠色。柄長2-4公分。
花：聚繖花序，掖生。花萼5深裂，裂片披針形。花冠深黃色，具棕色斑點，裂片闊三角形。副花冠5裂，裂片由合蕊柱伸出，平展於花瓣上。開花期為夏季。
果：蓇葖果，雙生。長圓柱形，具淺縱稜，前端尖。
種子：寬卵形，頂端具白色毛。

## 分佈
台灣特有種。於台灣中低海拔，北至南零星分佈，通常見於林緣、溪谷地區。
因分佈狹隘，被列為稀有，瀕危等級為低危。

## 用途
全株可做中藥材。有祛風、除濕、解毒之效。
為小紋青斑蝶、姬小紋青斑蝶幼蟲的寄主植物。

## 扩展阅读
- 維基物種上的相關：布朗藤

1. ↑  . 中華民國,台北,台灣: 台灣植物誌第二版編輯委員會. 1994: 232. ISBN 957-9019-52-5.
2. ↑  戴, 德泉. . 台灣: 華夏書坊. 2011. ISBN 9789868532571.
3. ↑  . 台灣: 農委會林試所. 2006. ISBN 9789860059397. Authors list列表中的|first1=缺少|last1= (帮助)
4. ↑  . 台灣: 行政院農業委員會. 1999. ISBN 9789570240030. Authors list列表中的|first1=缺少|last1= (帮助)
5. ↑  . 南天書局. 1995. ISBN 9789576382611. Authors list列表中的|first1=缺少|last1= (帮助)
6. ↑  洪, 裕榮. . 台灣: 貓頭鷹. 2013. ISBN 9789862621196.